# Woippy
Woippy är en kommun i departementet Moselle i regionen Grand Est (tidigare regionen Lorraine) i nordöstra Frankrike. Kommunen ligger i kantonen Woippy som tillhör arrondissementet Metz-Campagne. År 2022 hade Woippy 14 394 invånare.

## Befolkningsutveckling
Antalet invånare i kommunen Woippy
| Referens: INSEE |